# Capacitat de procés
La capacitat de procés és l'aptitud per a generar un producte que complisca amb determinades especificacions. Les tècniques estadístiques són útils al llarg de tot el cicle productiu incloent: activitats prèvies a la fabricació, quantificació de la variabilitat del procés, comparació de la variabilitat amb les especificacions i la reducció de la variabilitat. Al conjunt d'aquestes activitats se'l denomina anàlisi de la capacitat de procés.
Es defineix l'anàlisi de capacitat, com l'estudi encaminat a estimar la capacitat de procés. La capacitat de procés pot estimar-se definint la forma de la distribució que segueix la variable en estudi i donant una mesura del valor central (mitjana) i de la dispersió.
La capacitat de procés es refereix a la seua uniformitat, i la variabilitat és una mesura de la uniformitat. Existeixen dues formes de variabilitat: la variabilitat inherent, existent en un moment donat (també anomenada variabilitat instantània) i la variabilitat al llarg del temps. Com a mesura de la capacitat d'un procés és costum prendre un interval de 6 o 8 segons en la distribució de la característica en estudi.
Algunes aplicacions fonamentals de l'estimació de la capacitat de procés són:
- Predir com es comportarà el procés respecte de les especificacions.
- Ajudar en la selecció o modificació dels paràmetres del procés.
- Orientar en l'establiment de la freqüència de la presa de mostres per al control del procés.
- Especificar les toleràncies de nous equips.
- Reduir la variabilitat en el procés de fabricació.

Dues són, principalment, les tècniques utilitzades en l'estimació de la capacitat d'un procés: histogrames i gràfics de control.

## Estimació de la capacitat de procés utilitzant histogrames
La distribució de freqüències sol ser útil per a estimar la capacitat de procés. Calen, almenys, entre 50/100 observacions per a realitzar una estimació amb certa fiabilitat. Sempre que siga possible i abans de començar la recollida de dades, han de seguir-se els següents passos:
- Escollir adequadament la màquina o màquines sobre les quals va a realitzar-se l'estudi de manera que siguen representatives del conjunt de màquines al que van a estendre's les conclusions.
- Seleccionar les condicions operatives del procés definint-les acuradament, ja que la seua variació pot afectar la capacitat de procés.
- Seleccionar, quan escaigui, un operador representatiu.
- Seguir estretament el procés de presa de dades i registrar l'ordre en què es produeixen.

L'histograma, amb el seu valor mitjà µ i la seua desviació típica S estima la capacitat de procés, que és µ± 3S. Amb l'histograma obtindrem una impressió immediata de com és la característica en estudi.

Per a quantificar la capacitat de procés s'utilitzen coeficients que permeten comparar el rang d'especificacions amb la fluctuació natural del procés: un d'ells és Cp, el radi entre l'amplitud permesa (distància entre els límits d'especificació) i l'amplitud natural on LSE i LIE són, respectivament, el Límit Superior i el Límit Inferior d'Especificació. 

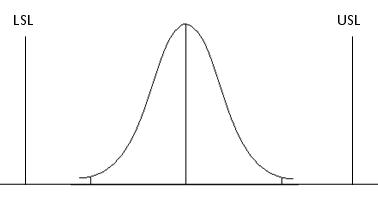
Estimació de la capacitat de procés

Si el procés té capacitat per a fabricar el producte, llavors Cp > 1. En general s'exigeix Cp > 1.30 per a major seguretat. El Cp té l'inconvenient que per a poder aplicar-lo el centre de gravetat del rang d'especificacions ha de coincidir amb la tendència central de les mesures del procés.
El Cpk s'utilitza quan el procés no està centrat en els límits d'especificació, però està contingut en ells. És el quocient entre l'amplitud permesa i l'amplitud natural, tenint en compte la mitjana del procés respecte al punt mitjà dels límits d'especificació.
On￼ és el mínim entre (LSE-µ) i (µ-LIE):
- El CPU, on el procés sols té un límit d'especificació superior.
- El CPL, on el procés sols té un límit d'especificació inferior.
- El CPM, que s'utilitza de forma més recent i fa referència a:
  - ￼On i nominal = ￼

L'ús d'un histograma per a analitzar la capacitat d'un procés té l'avantatge que es pot apreciar la forma de la distribució, amb la qual cosa es pot confirmar o rebutjar la hipòtesi de normalitat. Però no es pot detectar la presència de patrons no aleatoris, amb la qual cosa no és possible confirmar o rebutjar la hipòtesi que el procés està sota control estadístic. Si el procés no està sota control estadístic els resultats de l'estimació de la capacitat de procés no seran vàlids i poden portar a conclusions equivocades.

## Estimació de la capacitat de procés usant gràfics de control
Els histogrames i altres mètodes d'anàlisis tals com els gràfics de probabilitat indiquen com varia el procés però no mostren, necessàriament, la capacitat potencial del procés, ja que aquest pot estar en situació de fora de control o presentar pautes que si s'eliminaren reduirien la variabilitat de la característica en estudi. Els gràfics de control són molt útils en aquest sentit i poden ser considerats la tècnica principal en les estimacions de capacitat.
En les estimacions de capacitat poden usar-se els gràfics de control per variables i els gràfics de control per atributs. Des d'un punt de vista estadístic són preferibles els primers per la major informació que subministren. Els gràfics mitjana-rang permeten estimar la variabilitat instantània (capacitat de procés a curt termini) i la variabilitat al llarg del temps (capacitat de procés a llarg termini). La variabilitat instantània ve donada per s = R/d2, on d2 és un valor tabulat en funció de la grandària de mostra n.
No ha d'estimar-se la capacitat de procés a curt termini quan es presenta una situació fora de control, ja que prèviament caldria trobar les causes assignables i posar el procés baix control. Quan s'utilitzen gràfics Mitjana-Rang, en el gràfic de la mitjana es representen les mitjanes de subgrups, és a dir, mitjanes mostrals. No ha de confondre's la desviació estàndard del procés amb la desviació estàndard de les mitjanes mostrals. Si s'utilitza per error la desviació estàndard entre subgrups per a calcular els coeficients de capacitat de procés, s'obtindran valors més alts que els que corresponen a la vertadera capacitat de procés.

## Estimació de la capacitat de processos a partir de paper normal
- Es pot observar el comportament del procés sense prendre tantes dades com en l'histograma, 10 són suficients.
- El procés és més senzill, ja que no cal dividir el rang de la variable en intervals de classe com en l'histograma.
- Visualment es pot observar la normalitat de les dades, si s'apeguen a la línia d'ajust
- Permet identificar la mitjana i la desviació estàndard aproximada del procés, així com la fracció defectiva, el percentatge de dades dins de cert rang, el Cp i el Cpk.

S'han de prendre almenys n = 10 dades i s'ordenen en forma ascendent, assignant-los una posició (j) entre 1 i n. Es calcula la probabilitat de cada posició [Pj = (j - 0.5) / n] i en el paper especial normal es dibuixa cada punt (Xj, Pj) per a poder dibuixar la línia recta que millor aproxime els punts. Si no hi ha desviacions majors de la línia recta, es considera normal el procés i es procedeix a fer les identificacions de la mitjana i desviació estàndard.

## Estimació de la capacitat de processos no normals
Si les dades segueixen una distribució notablement asimètrica, probabilitats basades en el model normal, no serien molt bones estimadores de les verdaderes probabilitats de produir unitats, que no complirien amb les especificacions. En tal cas es pot optar per:
- Utilitzar la transformació Box-Cox per a transformar les dades en unes altres la distribució de les quals siga aproximadament normal. S'ha de buscar l'estimador λ òptim per a la transformació.
- Utilitzar el model Weibull: dibuixa un histograma de capacitat de les observacions individuals superposat a una corba Weibull basada en la forma i escala del procés, que permet visualitzar el supòsit que les dades segueixen una distribució de Weibull. També es calcula una taula amb índexs de capacitat, tots ells estadístics a llarg termini.